# 昭和男鹿半島インターチェンジ
昭和男鹿半島インターチェンジ（しょうわおがはんとうインターチェンジ）は、秋田県秋田市にある秋田自動車道のインターチェンジである。上り方面は秋田北ICまで一般国道7号秋田外環状道路（東北横断自動車道に並行する一般国道自動車専用道路）として供用している。

## 概要
当ICは秋田市と潟上市の境界付近にあり、接続する国道7号・国道101号高速入口交差点、および料金所は秋田市にあるが、下り流出路以外の流出入路が一部潟上市にかかっている。
旧昭和町の中心市街地に近く、秋田県内有数の観光地男鹿半島への最寄りインターチェンジであることから、昭和男鹿半島インターチェンジの名称になった。

### 構造
Y型になっており、上り線への流入路は本線と上り線からの流出路の上を立体交差している。

## 道路

### 本線
- E7 秋田自動車道（9番）

### 接続する道路
- 直接接続
  - 国道7号（国道285号重複）
  - 国道101号

## 料金所
- ブース数：4

### 入口
- ブース数：2
  - ETC専用：1
  - 一般：1

### 出口
- ブース数：2
  - ETC専用：1
  - 一般：1

## 周辺
- 道の駅しょうわ（ブルーメッセあきた）
- 奥羽本線・大久保駅

## 隣
E7 秋田自動車道
(8)秋田北IC - (9)昭和男鹿半島IC - (10)五城目八郎潟IC